# Statskontoret (Finland)
Statskontoret är ett finländskt centralt ämbetsverk i Helsingfors som sorterar under finansministeriet. 
Statskontoret har enligt lagen av 1991 till uppgift att ordna service i samband med finansiering, placering, skötsel av skulder och lån samt personalservice för statliga ämbetsverk och inrättningar, sköta statens centralbokföring samt behandla statens pensions- och skadeståndsärenden. Statskontoret inrättades 1875, varvid Finlands Bank fritogs från förvaltningen av statsverkets fonder, en uppgift den skött sedan 1809.
Statskontoret leds av en generaldirektör, utsedd av statsrådet. Vid Statskontoret finns en delegation som stöder ämbetsverkets strategiska planering. Delegationen består av generaldirektören och högst sju andra medlemmar, av vilka en medlem är en person som utsetts av personalen. Finansministeriet utser på framställning av Statskontoret de övriga medlemmarna för en viss tid, dock högst för fyra år. Där verkar vidare en pensionsskyddsnämnd, som preliminärt behandlar sådana pensionsärenden som är av principiell karaktär.
Verket arbetar uppdelat på tre divisioner, Förvaltningens styrning, som betjänar statskoncernen i egenskap av expert på ekonomi- och personalförvaltning, vidare Finansiering, som administrerar statens skulder, kassa, lån, merparten av de lån och räntestöd som beviljas ur statsmedel samt Försäkring, som är statens försäkringsanstalt.